# Fynbossångare
Fynbossångare (Cryptillas victorini) är en fågel i familjen afrikanska sångare inom ordningen tättingar. Den är endemisk för Sydafrika.

## Utseende och läten
Fynbossångaren är en 15-17 cm, kortvingad fågel med lång, kilformad stjärt, ljusa ögon samt rätt liten och tunn näbb. Den är relativt färgglad, med kanelorange undersida och blågrått ansikte. Ungfågeln är blekare under och något mer rostfärgad ovan. Sången beskrivs i engelsk litteratur som ett klart och upprepat "weet-weet-weeeo" och "whit-itty-weeo whit-itty-weeo".

## Utbredning och systematik
Fynbossångaren återfinns enbart i sydvästra Sydafrika, i Västra Kapprovinsen och södra Östra Kapprovinsen. Den behandlas som monotypisk, det vill säga att den inte delas in i några underarter.

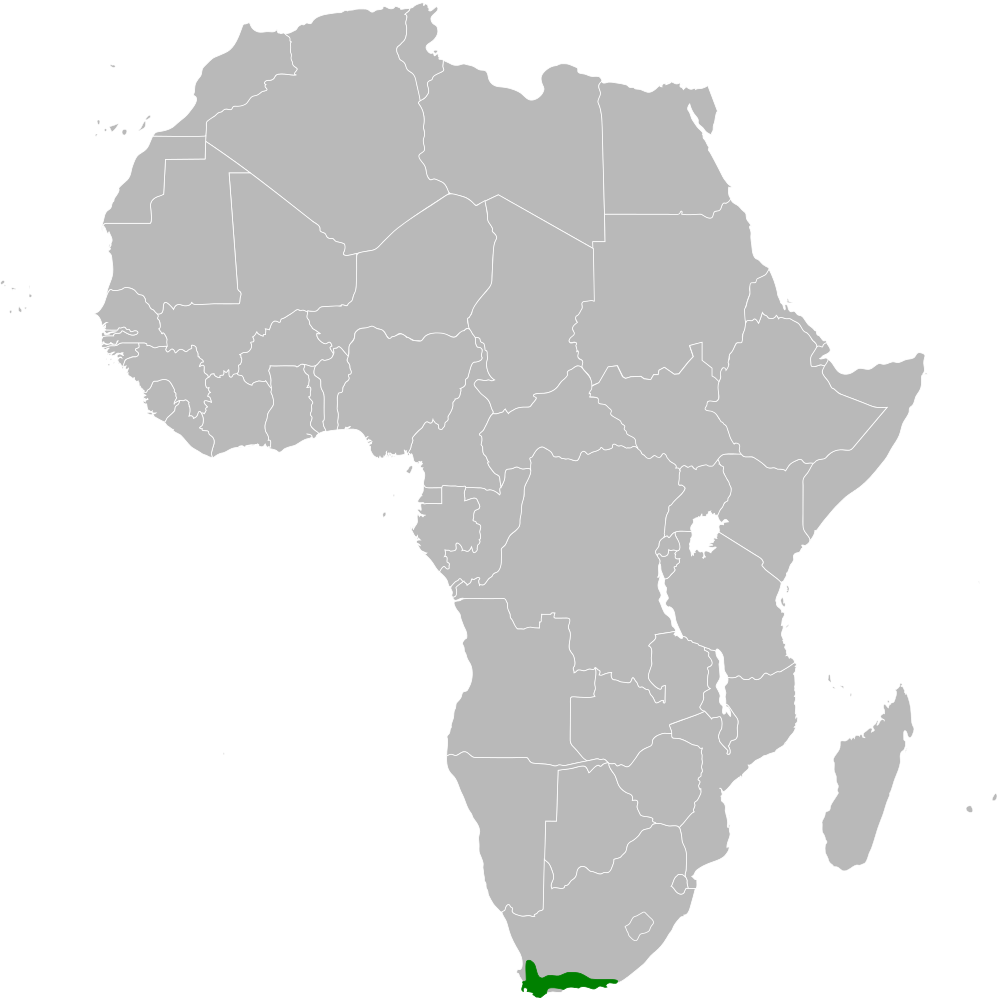
Fynbossångarens utbredningsområde, längst ner i sydligaste Sydafrika.

### Familjetillhörighet
Fynbossångaren placerades tidigare i den stora familjen sångare (Sylviidae), i släktet Bradypterus tillsammans med ett antal andra afrikanska arter. Sylviidae har dock delats upp i ett antal mindre familjer, där Bradypterus numera förs till gräsfåglarna (Locustellidae). DNA-studier visar dock att fynbossångaren inte alls är nära släkt med övriga arter i släktet. Istället står den nära ett antal udda afrikanska sångare samt krombekar (Sylvietta) och långnäbbar (Macrosphenus). Dessa har lyfts ut till den nybildade familjen afrikanska sångare (Macrosphenidae). Fynbossångarens närmaste släktingar tros vara krombekarna i Sylvietta.

## Levnadssätt
Fynbossångaren hittas i fuktiga, bergsbelägna fynbos, framför allt i täta snår invid vattendrag och i raviner. Den födosöker efter insekter på marken bland gräs och buskar. Fågeln lägger ägg mellan september och november.

## Status och hot
Artens populationstrend är okänd, men utbredningsområdet är relativt stort. Internationella naturvårdsunionen IUCN anser inte att den är hotad och placerar den därför i kategorin livskraftig. Världspopulationen har inte uppskattats men den beskrivs som lokalt vanlig.

## Namn
Fågelns vetenskapliga namn hedrar svenske Johan Fredrick Victorin (1831-1855), samlare i Sydafrika. Fram tills nyligen kallades den även victorinsångare på svenska, men justerades 2022 till ett enklare och mer informativt namn av BirdLife Sveriges taxonomikommitté.